# راد آرنولد
راد آرنولد (انگلیسی: Rod Arnold؛ زادهٔ ۳ ژوئن ۱۹۵۲) بازیکن فوتبال اهل بریتانیا است.
از باشگاه‌هایی که در آن بازی کرده‌است می‌توان به باشگاه فوتبال ولورهمپتون واندررز و باشگاه فوتبال منزفیلد تاون اشاره کرد.